# ستيكس

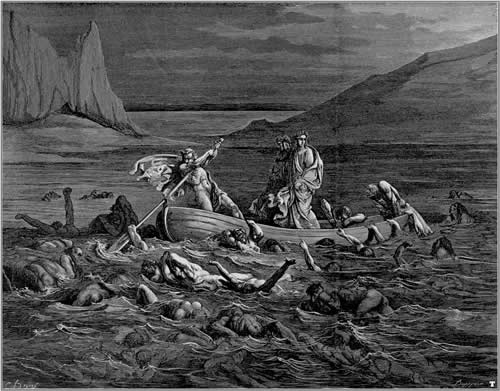
نهر ستيكس بريشة غوستاف دوريه

ستيكس هو نهر في الميثولوجيا الإغريقية والذي يجري سبع مرات حول عالم الأموات، وفي الإلياذة هو النهر الوحيد في العالم السفلي، بنما ذكر معه في الأوديسة نهر كوكيتوس وبيريفليغيثون وأنه يصب في النهر الرئيسي أخيرون. وقال هسيود أن ستيكس كانت ابنة أوشينوس، وعندما جمع زيوس الآلهة على الأوليمب ليساعدوه في محاربة الجبابرة (التيتان) كانت ستيكس أول من أتت مع أبنائها فأكرمها زيوس بأن يقسم الآلهة أغلظ أيمانهم عليها وأن أبناءها (المنافسة والنصر والقوة والعزيمة) سيعيشون معه دائما.
يقول هسيود أيضا أن أي إله أقسم كاذبا سيتم لعنه بأن يكذب رغما عنه لسنة ويطرد من مجمع الآلهة لمدة تسع سنوات، وكان ستيكس في الأزمنة القديمة يعرف بشلال عالي قرب نوناكريس في أركاديا وباوسانياس يصف الجرف الذي يقع منه الماء بأنه أعلى ما رآه. (وهو بالفعل الأعلى في اليونان) واعتبر القدماء أن المياه مسمومة وأنها مسكونة بقوة تكسر أو تحلل الأشياء باستثناء حافر بغل أو حصان. تكتسب مياهه أهمية في القسم باليمين والتي لا يشك بها وأن نهاية الحنث به مميتة، وبسبب هذا فإن الشرب من المياه كان يشكل على الأغلب جزءا من القسم.